# Owasso
Owasso est une ville des États-Unis située dans le comté de Rogers, dans l'État d'Oklahoma. Lors du recensement de 2000, elle comptait 28 915 habitants. C’est la ville la plus peuplée du comté. À noter qu’une partie d’Owasso s’étend sur le comté de Tulsa.
Owasso fait partie de la banlieue de Tulsa.
La commune est jumelée avec Chaumont (Haute-Marne - France).

## Histoire
En février 2024, la mort de Nex Benedict (en), élève non binaire de 16 ans au lycée de la ville, à la suite d'une incartade dans les toilettes entraîne l'organisation de veillées aux États-Unis et au Canada,. L'affaire est mentionné par Karine Jean-Pierre lors du point de presse de la Maison blanche le 23 février 2024, et Kelley Robinson, présidente du HRC, appelle le gouvernement fédéral à enquêter sur les circonstances de la mort de Benedict, notamment dans le contexte de la vague de lois anti-LGBTQ+ proposées dans l'état en 2024.

## Source
- (en) Cet article est partiellement ou en totalité issu de l’article de Wikipédia en anglais intitulé « Owasso, Oklahoma » (voir la liste des auteurs).

1. ↑  (en) « Vigils held for nonbinary Oklahoma teen who died day after school fight », The Guardian,‎ 25 février 2024 (lire en ligne)
2. ↑  (en) Edzi'u Loverin, « 2-spirit and Indigiqueer communities mourn non-binary teen's death in Oklahoma », CBC,‎ 23 février 2024 (lire en ligne)
3. ↑  (en) « Karine Jean-Pierre ‘absolutely heartbroken’ over Oklahoma teen Nex Benedict’s death », The Advocate,‎ 23 février 2024 (lire en ligne)
4. ↑  (en) « HRC president demands federal investigations into Nex Benedict’s death amid Oklahoma’s anti-LGBTQ+ climate », The Advocate,‎ 22 février 2024 (lire en ligne)
5. ↑  (en) « A nonbinary teen’s death in Oklahoma is sending shockwaves through the LGBTQ+ community », PBS,‎ 24 février 2023 (lire en ligne)